# Seoca, Podgorica
Seoca este un sat din municipiul Podgorica, Muntenegru. Conform datelor de la recensământul din 2003, localitatea are 16 locuitori (la recensământul din 1991 erau 47 de locuitori).

## Demografie
În satul Seoca locuiesc 16 persoane adulte, iar vârsta medie a populației este de 69,1 de ani (70,0 la bărbați și 68,8 la femei). În localitate sunt 10 gospodării, iar numărul mediu de membri în gospodărie este de 1,60.
Populația localității este foarte eterogenă.
|  |

| Demografie | Demografie | Demografie |
| An         | Locuitori  | Locuitori  |
| ---------- | ---------- | ---------- |
|            |            |            |
|            |            |            |
|            |            |            |
|            |            |            |
| 1948       | 252        |            |
| 1953       | 256        |            |
| 1961       | 207        |            |
| 1971       | 141        |            |
| 1981       | 79         |            |
| 1991       | 47         | 47         |
| 2003       | 16         | 16         |

| \| Componența etnică conform recensământului din 2003[2] \| Componența etnică conform recensământului din 2003[2] \| Componența etnică conform recensământului din 2003[2] \| Componența etnică conform recensământului din 2003[2] \| Componența etnică conform recensământului din 2003[2] \| \| ----------------------------------------------------- \| ----------------------------------------------------- \| ----------------------------------------------------- \| ----------------------------------------------------- \| ----------------------------------------------------- \| \| \| \| \| \| \| \| Muntenegreni \| Muntenegreni \| \| 7 \| 43,75% \| \| Sârbi \| Sârbi \| \| 7 \| 43,75% \| \| necunoscută \| necunoscută \| \| 0 \| 0% \| |              |  |   |        |
| Componența etnică conform recensământului din 2003 |              |  |   |        |
| |              |  |   |        |
| Muntenegreni | Muntenegreni |  | 7 | 43,75% |
| Sârbi | Sârbi        |  | 7 | 43,75% |
| necunoscută | necunoscută  |  | 0 | 0%     |